# Godmersham
Godmersham – wieś w Anglii, w hrabstwie Kent, w dystrykcie Ashford. Leży 31 km na wschód od miasta Maidstone i 83 km na południowy wschód od centrum Londynu. Miejscowość liczy 366 mieszkańców.